# Leopoldo Llanos Sagristá
Leopoldo Andrés Llanos Sagristá (Concepción, 30 de enero de 1953) es un abogado, profesor y juez chileno, quien integra la Corte Suprema de Chile desde el 16 de diciembre de 2019.

## Biografía
Nacido en la ciudad de Concepción, en el seno de una familia de trabajadores farmacéuticos, desarrolló sus estudios escolares en la misma localidad, egresando del Liceo Enrique Molina Garmendia. Realizó sus estudios superiores en la Universidad de Concepción, donde ingresó a estudiar en la Facultad de Ciencias Jurídicas y Sociales. Se tituló con la memoria “Procedimiento de conclusión y entrada en vigor de los tratados internacionales”, la que realizó bajo la dirección del profesor Adolfo Veloso Figueroa. Prestó juramento como abogado ante el pleno de la Corte Suprema el 21 de agosto de 1978.
Se incorporó al Poder Judicial de Chile en 1981, desempeñándose como Secretario del Juzgado de Letras de Angol. Prosiguió sus labores en los juzgados de letras 3º de Los Ángeles y de Nueva Imperial, para luego ejercer como relator de la Corte de Apelaciones de Temuco y, luego, como Juez del 1er Juzgado Civil de Temuco.
El año 1998 asumió como ministro de la Corte de Apelaciones de Temuco, siendo su Presidente los años 2000 y 2008. En 2012 asumió como ministro de la Corte de Apelaciones de Santiago.
Entre diciembre de 2012 y hasta el 31 de diciembre de 2017, ejerció como juez con dedicación exclusiva para investigar delitos contra los derechos humanos cometidos durante la dictadura militar, investigando casos como Londres 38, José Domingo Cañas, Irán con los Plátanos (Venda Sexy), Villa Grimaldi, La Firma, Simón Bolívar, Caravana de la Muerte Antofagasta, Inhumaciones y Exhumaciones Ilegales Calama, Identificaciones del Patio 29, entre otros.
El 12 de agosto de 2019, el Pleno de la Corte Suprema de Justicia de Chile elaboró una quina para proveer el cargo de ministro de ese Tribunal, vacante desde el 16 de abril de ese año, por el retiro de Héctor Carreño Seaman, al cumplir la edad de jubilación forzosa de 75 años. Esta estuvo compuesta por los ministros de las cortes de apelaciones Sergio Mora Vallejos, Miguel Vázquez Plaza, Roberto Contreras Olivares, Leopoldo Llanos Sagristá y Mario Carroza Espinosa.
El 2 de octubre de 2019, el presidente de Chile, Sebastián Piñera Echenique, nominó a Leopoldo Llanos para integrar el máximo tribunal de Chile, lo que fue ratificado por el Senado en la sesión del día 13 de noviembre de 2019, por la unanimidad de los parlamentarios presentes. Finalmente, el 16 de diciembre de 2019, Leopoldo Llanos prestó el juramento de rigor ante el PlEno de la Corte Suprema, asumiendo sus funciones inmediatamente, integrando la Sala Penal.
En el campo gremial, fue presidente de la Asociación Nacional de Magistrados de Chile desde 1998 hasta 2012 y Primer Vicepresidente de la Federación Latinoamericana de Magistrados entre los años 2014 a 2016.
Ha sido profesor de derecho en las universidades de Temuco, Mayor y Autónoma. Ha escrito un libro, además de otras publicaciones en el campo del derecho.